# Église Saint-Morand de Margival
L'église Saint-Morand de Margival est une église située à Margival, en France.

## Description

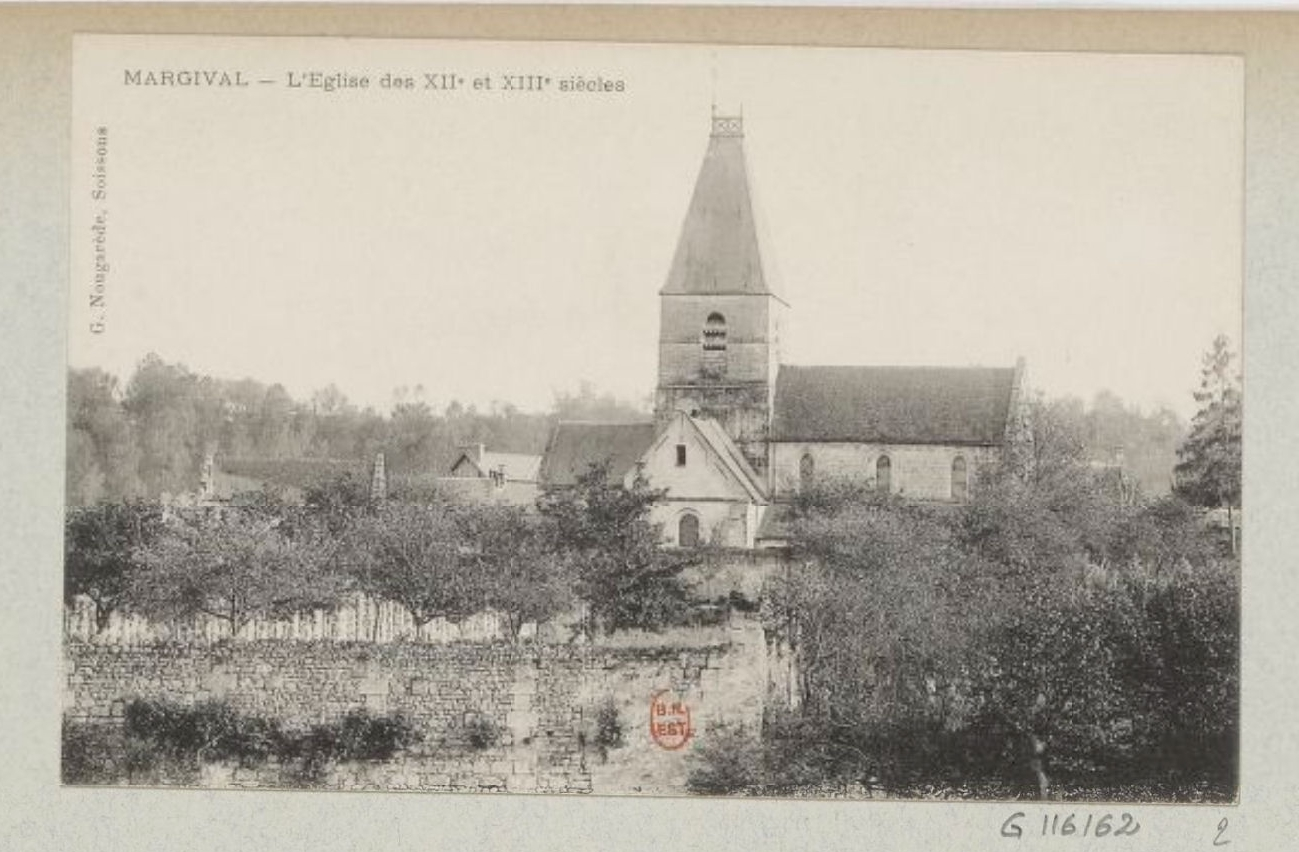
Carte postale de l'église avant 1914.
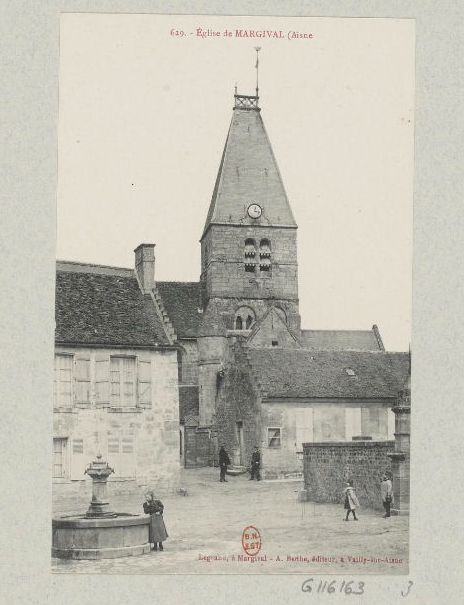
Autre carte postale de l'église avant 1914.
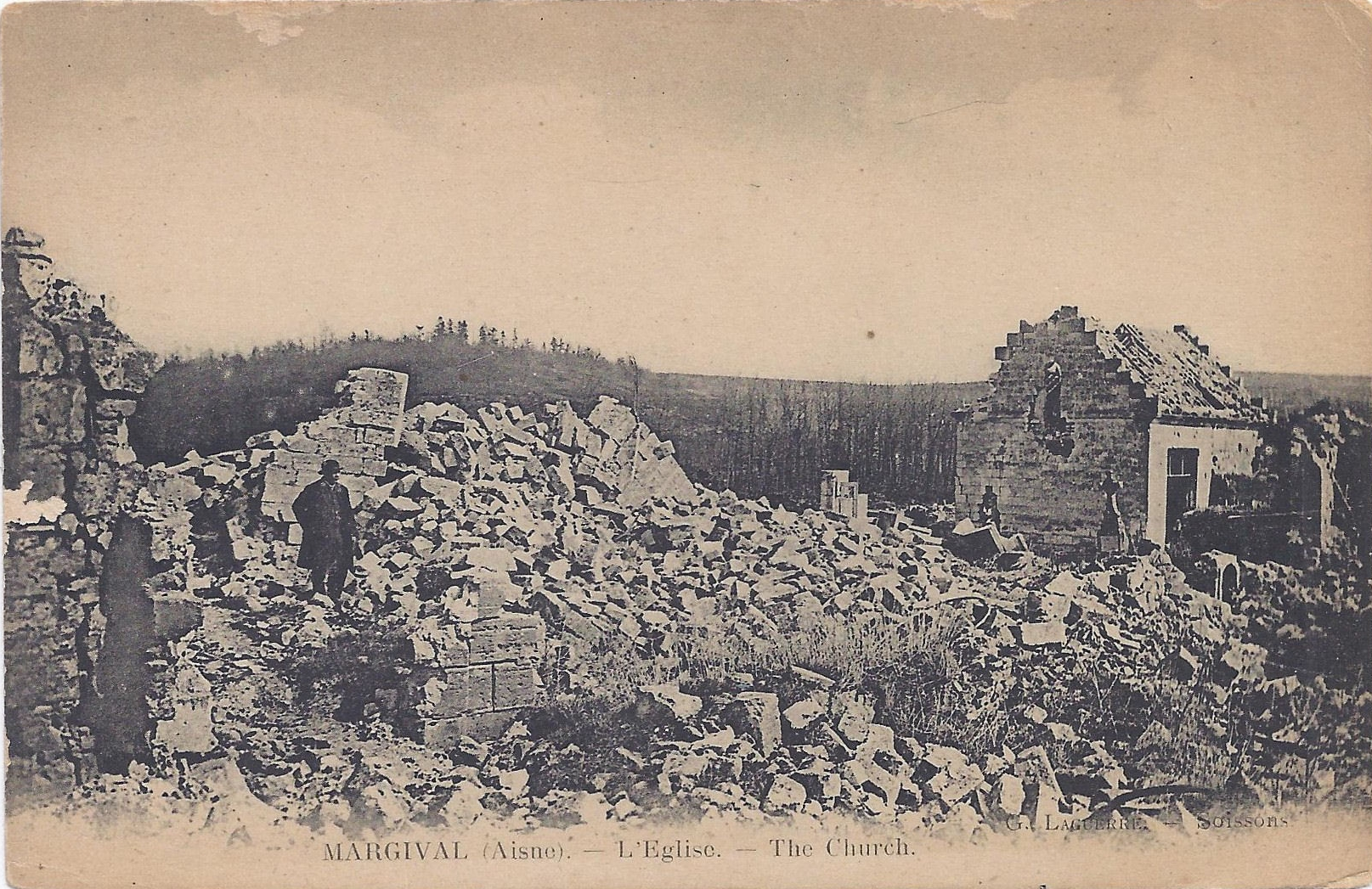
Vue des ruines de l'église détruite par les Allemands en 1917.
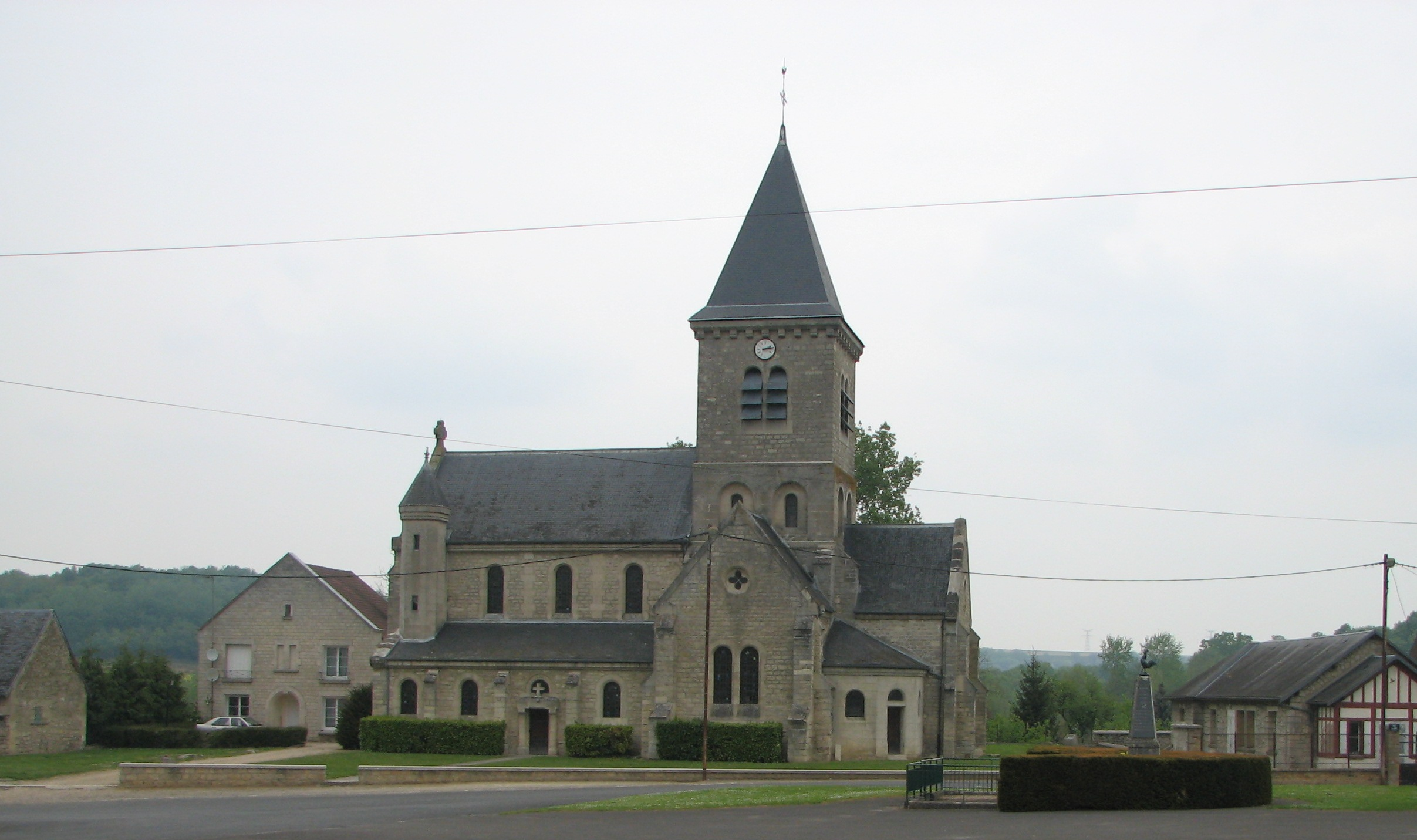
L'église actuelle reconstruite dans les années 1920.

## Localisation
L'église est située sur la commune de Margival, dans le département de l'Aisne.